# Reca
Cet article concerne le village de Slovaquie. Pour la protéine, voir recA.
Reca (allemand : Entenberg) est un village de Slovaquie situé dans la région de Bratislava.

## Histoire
Première mention écrite du village en 1256.
La localité fut annexée par la Hongrie après le premier arbitrage de Vienne le 2 novembre 1938. En 1938, on comptait 1395 habitants dont 28 juifs. Elle faisait partie du district de Galanta, en hongrois Galántai járás. Le nom de la localité avant la Seconde Guerre mondiale était Réca/Réte. Durant la période 1938 -1945, le nom hongrois Réte était d'usage. À la libération, la commune a été réintégrée dans la Tchécoslovaquie reconstituée.

## Démographie

### Évolution de la population
| Année:               | 1994. | 2004.   | 2014.    | 2024.    |
| -------------------- | ----- | ------- | -------- | -------- |
| Nombre de personnes: | 1227  | 1244    | 1437     | 1729     |
| Différence:          |       | +1,38 % | +15,51 % | +20,32 % |

| Année:               | 2023. | 2024.   |
| -------------------- | ----- | ------- |
| Nombre de personnes: | 1730  | 1729    |
| Différence:          |       | -0,05 % |